# スマイルブーム
株式会社スマイルブーム（英: SmileBoom Co.Ltd.）は日本のゲーム開発会社。
デービーソフトおよびアジェンダ出身の小林貴樹により、2008年1月設立。

## 主な開発タイトル
- アクションゲームツクール（Microsoft Windows）
- 救急蘇生 あなたにもできる救命活動 ～もしもの時のために～（Xbox Live）
- 3D∞（Xbox Live）
- プチコン（ニンテンドーDSiウェア）
- プチコン3号（ニンテンドー3DS・Newニンテンドー3DS用ダウンロード専用ソフト）
- プチコンBIG[2]
- プチコン4 SmileBASIC：[3][4]。
- SMILE GAME BUILDER（Windows）
- RPG Developer Bakin（Windows）